# Ny Pegasi
Ny Pegasi (ν Pegasi, förkortat Ny Peg, ν Peg) som är stjärnans Bayerbeteckning, är en ensam stjärna belägen i den södra delen av stjärnbilden Pegasus. Den har en genomsnittlig skenbar magnitud på 4,84 och är synlig för blotta ögat där ljusföroreningar ej förekommer. Baserat på parallaxmätning inom Hipparcosuppdraget på ca 12,0 mas, beräknas den befinna sig på ett avstånd på ca 272 ljusår (ca 83 parsek) från solen.

## Egenskaper
Ny Pegasi är en orange till röd jättestjärna av spektralklass K4 III. Den har en massa som är omkring 15 procent större än solens massa, en radie som är ca 25  gånger större än solens och utsänder från dess fotosfär ca 150 gånger mera energi än solen vid en effektiv temperatur på ca 4 000 K.
Ny Pegasi är en misstänkt variabel stjärna med ett  observerat intervall i magnitud från 4,83 till 4,86.